# جوري طارق
جوري طارق محمد إسماعيل، من مواليد 12 مارس 2003، هي لاعبة كرة قدم سعودية، تلعب مركز مهاجم، انضمت للمنتخب السعودي للسيدات سنة 2022.

## المسيرة
بدأت جوري لعب كرة القدم في سن الثامنة، حيث كانت تلعب مع أقاربها في الحديقة الخلفية بسبب صعوبة العثور على فرق نسائية في ذلك الوقت. ثم لعبت مع فريق "ستورم" (الذي أصبح الآن نادي الشباب) قبل أن تنضم إلى فريق "نسور جدة" في عام 2021.

#### الاتحاد
بعد استحواذ نادي الاتحاد على فريق "نسور جدة"، بما في ذلك اللاعبين والجهاز الفني، انتقلت جوري إلى نادي الاتحاد. في 15 أكتوبر 2022، شاركت جوري في أول مباراة لها مع الاتحاد، حيث فاز الفريق 3-1 ضد الغريم التقليدي النادي الأهلي. وفي 21 أكتوبر 2022، سجلت أول هدف لها مع الفريق، معادلة النتيجة ضد فريق "إيسترن فلايمز" في الدقيقة 17. وفي 15 فبراير 2023، أعلن نادي الاتحاد عن تجديد عقد جوري لمدة موسمين حتى عام 2025.

### المسيرة الدولية
في عام 2022، مع تشكيل منتخب السعودية لكرة القدم للسيدات، تم استدعاء جوري لأول مرة للانضمام إلى المنتخب للمشاركة في أولى مبارياته الدولية ضد سيشيل والمالديف في بطولة ودية ثلاثية. في 20 فبراير 2022، شاركت جوري في أول مباراة لها مع المنتخب ضد سيشيل، حيث دخلت بديلاً عن البندري مبارك في الدقيقة 54.